# Karen Bailey
Pour les articles homonymes, voir Bailey.
Karen Bailey (Ph.D.) est une chercheuse spécialisée en phytopathologie et dans la mise au point de biopesticides à Agriculture et Agroalimentaire Canada. Ses travaux de recherche visent à trouver des solutions de rechange aux pesticides de synthèse et à améliorer la santé des végétaux grâce à des stratégies intégrées de lutte antiparasitaire. Elle est reconnue mondialement pour son expertise dans le domaine des agents pathogènes présents dans le sol et dans la lutte biologique. Elle compte plus de 250 publications, 23 brevets, et 7 divulgations d’inventions en cours.

## Biographie
Karen Bailey est titulaire d’un baccalauréat ès sciences (agriculture) et d’une maîtrise ès sciences de l’Université de Guelph. Elle s’est jointe à Agriculture et Agroalimentaire Canada comme biologiste et, par la suite, comme chercheuse, après avoir obtenu un doctorat en phytopathologie et en sélection des végétaux de l’Université de la Saskatchewan.

## Carrière
Parmi ses domaines d’expertise, il faut compter la découverte, la mise au point et la commercialisation de techniques de lutte biologique contre les mauvaises herbes comme les biopesticides. Elle est une experte en caractérisation biologique, en systèmes de production fongique en série, en amélioration de la production de métabolites fongiques ainsi qu’en formulation et en production de bioproduits. Elle possède en plus des connaissances approfondies des exigences réglementaires en Amérique du Nord (Agence de réglementation de la lutte antiparasitaire, Canada; Environmental Protection Agency, États-Unis). Elle étudie les méthodes de réduction des mauvaises herbes et des organismes nuisibles aux végétaux par l’adoption de stratégies de lutte intégrée qui favorisent l’équilibre écologique des systèmes de cultures. Parmi ses projets en cours, mentionnons la mise au point et l’évaluation d’agents microbiens de lutte biologique contre les mauvaises herbes, ainsi que la mise au point et l’évaluation initiale de biopesticides et d’agents biologiques servant à la suppression des mauvaises herbes.
En collaboration avec Russell Hynes, Wes Taylor, Frances Leggett et Claudia Sheedy à Agriculture et Agroalimentaire Canada, Mme Bailey a mis au point récemment un bioherbicide breveté qui s’attaque aux mauvaises herbes à feuilles larges dans le gazon. Le champignon indigène Phoma macrostoma a été formulé pour lutter contre les mauvaises herbes comme le pissenlit, le trèfle, 
la moutarde des oiseaux et l’herbe à poux, sans nuire aux cultures et aux herbes. Il peut être appliqué au sol en granules avant la sortie des mauvaises herbes, empêchant ainsi l’établissement de celles-ci dans le gazon pendant un à trois mois. Il peut aussi être appliqué en post-levée, ce qui provoque le blanchissement des herbes visées, puis leur mort en raison du manque de chlorophylle.
Mme Bailey a participé à de nombreux projets scientifiques dans les pays suivants : États-Unis, Syrie, Maroc, Tunisie, Égypte, Australie, Nouvelle-Zélande, Russie, Inde, Suisse et Belgique. Elle a fait partie des comités de rédaction des revues Weed Research, Agriculture, Ecosystems, and the Environment, et Canadian Journal of Plant Science.

## Prix et distinctions
Mme Bailey a reçu le prix de la Société canadienne de phytopathologie pour ses réalisations dans la lutte contre les maladies des végétaux, la récompense de la Société canadienne de phytopathologie pour l’excellence en recherche, et la Médaille du jubilé de diamant de la reine pour sa contribution à l’agriculture canadienne. Elle a été présidente de la Société canadienne de phytopathologie.